# Thuli Dumakude
Thuli Daisy Dumakude (Lamontville, 1949) è un'attrice teatrale e cantante sudafricana.

## Biografia
È nota soprattutto per la sua interpretazione in Poppie Nongena a Londra, Toronto, New York e Chicago, per cui ha vinto l'Obie Award e il Laurence Olivier Award alla miglior attrice protagonista, oltre ad essere stata candidata al Drama Desk Award. Ha collaborato spesso con la regista Julie Taymor, per cui ha recitato nel ruolo di Rafiki nel musical The Lion King a Broadway dal 1998 al 2001.